# Spirytus rektyfikowany

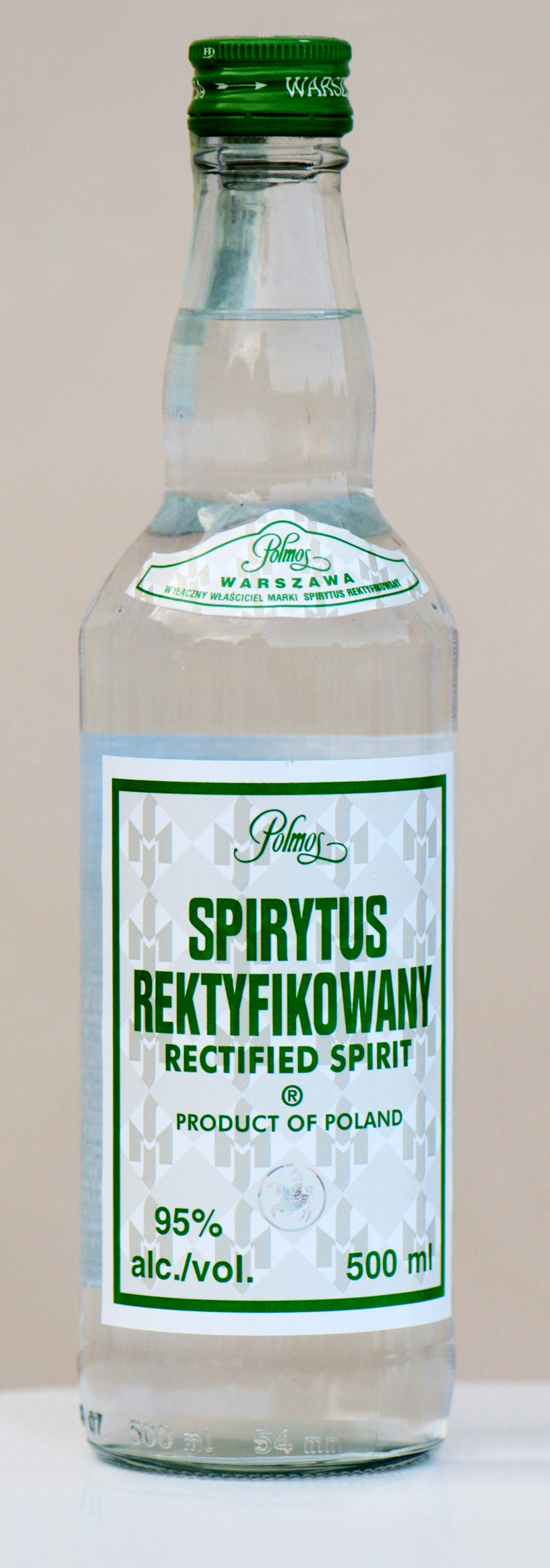
Spirytus rektyfikowany produkowany przez Polmos

Spirytus rektyfikowany – destylat lub wodny roztwór alkoholu etylowego zawierający ok. 96% (objętościowo) alkoholu. Ponieważ alkohol etylowy tworzy z wodą mieszaninę azeotropową, maksymalne stężenie, które można uzyskać w wyniku rektyfikacji spirytusu surowego, wynosi 96,5%. Do jego produkcji w Polsce wykorzystuje się ziemniaki, zboża i m.in. odpadki z buraków cukrowych pozostałych przy produkcji cukru.
Obrót tym produktem jest legalny w większości państw zachodnich. W niektórych krajach jego sprzedaż w ogólnodostępnych placówkach handlowych jest zabroniona (można go stosować tylko do celów medycznych).
W Polsce spirytus rektyfikowany używany jest do przygotowania domowych nalewek (wódki, likiery) i wypieków.

## Etymologia nazwy
Słowo spirytus pochodzi od łac. spiritus vini – duch (zapach) wina.